# Inventario delle emissioni
Un inventario delle emissioni (o banca dati delle emissioni) è un insieme di dati di emissione in atmosfera degli inquinanti provenienti da attività antropiche e da sorgenti naturali, e delle informazioni necessarie per la loro stima e disaggregazione (spaziale e temporale).
Perché un inventario delle emissioni sia efficace, non deve essere semplicemente una fotografia della situazione emissiva di un certo anno in una data unità territoriale (come ad esempio una regione), ma deve essere aggiornabile senza bisogno di cambiare il supporto informatico ad ogni edizione.
Un esempio è Inemar, l'inventario delle emissioni in aria della Lombardia.

## Tipologia delle sorgenti atmosferiche
Questi sono i tipi di emissioni in atmosfera distinte ai fini di un inventario:
- Emissioni diffuse. Sono emissioni non localizzabili, ma distribuite sul territorio (per questo sono anche chiamate emissioni areali, in inglese area sources). La stima è effettuata tramite la relazione lineare sopra descritta, una volta individuati in modo opportuno gli indicatori e i fattori di emissione.

- Emissioni puntuali. Sono sorgenti di inquinamento atmosferico localizzabili geograficamente con precisione (ad esempio tramite coordinate Gauss-Boaga). La stima è effettuata a partire dai dati misurati in loco e raccolti per mezzo di un apposito censimento. Non sempre un inquinante è soggetto a misure in questi impianti, in tal caso le emissioni corrispondenti vengono stimate per mezzo della stessa formula usata per le emissioni diffuse. Si capisce quindi l'importanza di conoscere anche gli indicatori delle sorgenti puntuali.
- Emissioni lineari. Sono sorgenti assimilabili a linee, come ad esempio le strade. La stima viene effettuata anche in questo caso tramite l'uso di opportuni indicatori e fattori di emissione, ma si rende necessaria l'applicazione di metodologie dettagliate molto complesse.